# Марселан
Марселан (фр. Marselan) — французький технічний (винний) сорт винограду, який використовується для виробництва червоних вин. Продукт схрещування сортів Каберне Совіньйон і Гренаш. Вперше виведений у Франції в 1961 році. Культивується в провінції Лангедок, Каліфорнії, Південній Америці та у Росії (Краснодарський край). Він також став дуже популярним у Китаї.
Марселан був виведений французьким ампелографом Полем Трюелем в 1961 році в Національному інституті агрономії (INRA) в рамках співпраці з École nationale supérieure agronomique de Montpellier (ENSAM) з метою отримання високопродуктивних сортів з великими ягодами середньої якості. Оскільки марселан міг виробляти лише дрібні ягоди, сорт виноградної лози був у закритому стані й вважався малоймовірним для комерційного випуску.
Але тенденції виноградарства наприкінці XX століття, які почали цінувати сорти з нижчою врожайністю з хорошою стійкістю до таких небезпек, як борошниста роса, спонукали INRA знову звернути увагу на сорт марселан. В результаті виноград був поданий на затвердження для комерційного випуску і внесений до офіційного реєстру сортів винограду в 1990 році.
Марселан названий на честь комуни Марсельян Еро, де розташована колекція виноградників INRA в Домейн де Вассаль.